# Toyota AC
La Toyota AC est un véhicule produit par Toyota entre 1943 et 1948.